# Џереми Бентам
Џереми Бентам (енгл. Jeremy Bentham; Лондон, 15. фебруар 1748 — Лондон, 6. јун 1832) био је британски филозоф, реформатор правног система и оснивач утилитаризма. Развио је морални и филозофски систем који се заснива на идеји да су људска бића рационална, себична створења, односно да теже што већој користи. Веровао је да он пружа научни основ за правне и политичке реформе. Користећи принцип највеће среће, његови следбеници, филозофи радикали, били су иницијатори великог броја реформи у државној администрацији, праву, влади и привреди у Великој Британији деветнаестог века. Као заступник „лесе фер“ привреде касније је постао и јак заступник политичке демократије. Његова утилитаристичка доктрина развијена је у делима „Фрагменти о влади“ (1776) и нарочито у књизи „Увод у начела морала и законодавства“ (1789). Бентам се такође сматра за једног од зачетника борбе за права животиња. У вези са овим позната је његова парола Није важно да ли могу да мисле и говоре већ могу ли да пате.